# Clavidesmus
Clavidesmus es un género de escarabajos longicornios de la subfamilia Lamiinae. Fue descrito por Dillon y Dillon en 1945.

## Especies
- Clavidesmus chicae Giorgi, 1998
- Clavidesmus columbianus Breuning, 1961
- Clavidesmus egeri Nearns y Santos-Silva, 2016
- Clavidesmus funerarius (Lane, 1958)
- Clavidesmus heterocerus (Buquet, 1852)
- Clavidesmus indistinctus Dillon y Dillon, 1952
- Clavidesmus metallicus (Thomson, 1868)
- Clavidesmus rogueti Audureau, 2012